# Марквардт, Карл Иоахим
Карл Иоахим Марквардт (нем. Karl Joachim Marquardt; 19 апреля 1812, Данциг — 3 ноября 1882, Гота) — известный немецкий историк и классический филолог, педагог.
Родился в Данциге (Гданьск). Учился в Берлине и Лейпциге. Преподавал в Гданьске и Познани. С 1859 года был директором гимназии в Готе, где и умер 30 ноября 1882 года.

## Сочинения
После смерти Беккера продолжил и завершил начатую последним работу по созданию пятитомного «Справочника римских древностей» (нем. Handbuch der Römischen Altertümer). Беккер успел написать только два первых тома. Марквардт издал окончание 2-го тома (1849) и тт. 3—5 (1851—1867).
Для второго издания этого труда Марквардтом подготовлены тт. IV—VI «Римское государственное управление» (нем. Römische Staatsverwaltung, 1873—1878) и том VII «Частная жизнь римлян» (нем. Das Privatleben der Römer, 1879—1882). Остальные тома второго издания написаны Теодором Моммзеном.
«Römische Staatsverwaltung» состоит из следующих частей:
- «Organisation des Römischen Reiches» (прежнее название — «Italien und die Provinzen»)
- «Finanz— und Militärwesen»
- «Sacralwesen»